# Сеноманські вапняки (Бронниця)
Сенома́нські вапняки́ — геологічна пам'ятка природи місцевого значення.
Розташована у с. Бронниця Могилів-Подільського району Вінницької області у долині річки Котлубаївка притоки Дністра.
Оголошено відповідно до Рішення Вінницького облвиконкому від 17.11.1981 р. № 599 та від 29.08.1984 р. № 371. Перебуває у користуванні Бронницької сільської ради.
Охороняється ділянка мальовничих скельних обривів складених вапняками сеноманського віку висотою до 10 м. Зі схилів відкривається красивий краєвид на долини річок Дністер і Бронниця.
Опис відслонення (згори до низу): 
- вапняки білі, крейдоподібні, горизонтально-шаруваті, місцями оолітові, майже без решток фауни з прошарками різної потужності - 7-12 м;
- крейда збагачена кременями - 7 м.

Екологічний стан пам'ятки задовільний.